# Siraja Gorat
Siraja Gorat is een bestuurslaag in het regentschap Toba Samosir van de provincie Noord-Sumatra, Indonesië. Siraja Gorat telt 189 inwoners (volkstelling 2010).